# Valor (ética)
O conceito de valor é objeto da ética normativa, mas também é abordado pelas Ciências Sociais. Valor, no sentido ético, reflete o grau de importância de alguma coisa ou ação humana, com o objetivo de determinar quais são as melhores ações a serem tomadas para o bem comum ou qual a melhor maneira de viver numa comunidade em sociedade, ou para determinar a importância de diferentes ações. 
Valores podem ser definidos como preferências gerais no que se refere a escolhas e resultados apropriados. Assim, valores refletem o sentido que uma pessoa tem para o certo e o errado, bom ou mau, ou para o que "deve" ser feito. 
"Direitos iguais para todos". "Excelência merece admiração" e "as pessoas devem ser tratadas com respeito e dignidade" são expressões representativas de valores. Valores tendem a influenciar atitudes e comportamentos em diferentes âmbitos, que correspondem a diferentes tipos de valores: éticos/morais, doutrinários/ideológicos (religiosos, políticos), sociais e estéticos.

## Seu estudo
O valor cultural do ponto de vista filosófico, sociológico e psicológico recebeu as mais variadas definições e promoveu inúmeras discussões paralelas (tal como a da neutralidade dos valores na pesquisa científica, a relação valores e gosto, etc.).
Na filosofia, os filósofos que se dedicam ao estudo da ética ou da axiologia vão ser aqueles que irão contribuir mais intensamente com a discussão sobre o conceito e características dos valores, produzindo várias concepções, algumas chamadas subjetivistas e outras objetivistas. Na psicologia, o estudo dos valores vai estar relacionado mais com a questão do comportamento e das atitudes dos indivíduos. Na sociologia, os valores vão ser abordados com produto das relações sociais e relacionados com "normas", "representações", etc.
Para o antropólogo Clyde Kluckhohn, valor é "uma concepção do desejável explícita e implícita, característica de um indivíduo ou grupo, e que influencia a seleção dos modos, meios e fins da ação".
Para a filósofa Agnes Heller, o valor é um "modo de preferência consciente".
Para o psicólogo Alpport, "um valor é uma crença em que o homem se baseia para atuar por referência" (apud Viana, 2007).
Para o sociólogo Nildo Viana, "o valor é algo significativo, importante, para um indivíduo ou grupo social". Este sociólogo distingue entre valores fundamentais (ligados a valoração primária) e valores derivados (valoração derivada) e entre valores dominantes (axiologia) e valores autênticos (axionomia). Em que valor é algo útil na vida de um indivíduo que quer se enquadrar numa sociedade. 